# Łacha Farna
Łacha Farna – użytek ekologiczny położony we Wrocławiu, w rejonie osiedla Janówek, utworzony w oparciu o zbiornik wodny, będący starorzeczem rzeki Odra. W ramach ustalonej ochrony pozostałości ekosystemu na tym terenie, ustalono ochronę zarówno samego zbiornika wodnego jak i pasa przyległego terenu o szerokości 15 m od brzegów tego zbiornika. Użytek ten zlokalizowany jest na południowym krańcu kompleksu leśnego położonego przy północno-zachodniej granicy miasta; las ten obejmuje również obszary położone już poza administracyjnymi granicami Wrocławia – w gminie Miękinia. W rejonie tym znajduje się kilka innych starorzeczy i niewielkich zbiorników wodnych, przy czym oprócz Łachy Farnej, jeszcze dwa z nich w obszarze Wrocławia zostały również ustanowione jednym użytkiem ekologicznym. Powierzchnia starorzecza wynosi 1,80 ha (1,48 ha).

## Wartości przyrodnicze
Łacha Farna położona jest w bogatej przyrodniczo dolinie Odry (w pobliżu przepływa także inna rzeka – Bystrzyca), stanowiąc cenny przyrodniczo użytek ekologiczny. W jego obrębie wykryto 173 taksony roślin naczyniowych, należących do 53 rodzin, 1 gatunek chronionego grzyba, 23 pospolite taksony roślin, 25 częste, 66 rozproszone, natomiast 59 taksonów należy na badanym terenie do bardzo rzadkich. W obrębie użytku ekologicznego Łacha Farna stwierdzono występowanie następujących gatunków chronionych:
- grzyby: sromotnik bezwstydny
- rośliny: konwalia majowa
- zwierzęta
  - płazy: żaba wodna, żaba jeziorkowa, żaba moczarowa, ropucha szara, traszka zwyczajna
  - gady: zaskroniec zwyczajny, jaszczurka zwinka
  - ptaki: liczne gatunki m.in. dzięcioły, brzęczka, bączek, bąk, czapla biała, gęgawa, gęś białoczelna, gęś zbożowa, gągoł, głowienka, hełmiatka, kokoszka, krakwa, krzyżówka, lodówka, perkoz dwuczuby, perkoz rdzawoszyi, rokitniczka, rybitwa czarna, słowik rdzawy, trzcinniczek, wodnik, zausznik, łabędź krzykliwy, łabędź niemy, łyska, świstun)
  - ssaki: rzęsorek rzeczek, ryjówka malutka i ryjówka aksamitna, zębiełek karliczek; nietoperze (17 gatunków, między innymi: borowiec wielki, karlik większy, karlik malutki, nocek rudy, nocek Natterera, gacek brunatny i mopek zachodni).

Zbiornik wodny ma silnie zróżnicowaną linię brzegową, przy której występuje roślinność szuwarowa, w tym między innymi takie gatunki jak: pałka wąskolistna, pałka szerokolistna, turzyca, trzcina pospolita. Otoczony jest w części zachodniej lasem grądowym, a na niewielkich powierzchniach lasy te odpowiadają wilgotnym zbiorowiskom łęgowym. Występują takie gatunki drzew jak między innymi: dąb szypułkowy, lipa drobnolistna, grab zwyczajny, jesion wyniosły. Lustro wodny pokryte jest rzęsą drobną. Występują tu także: z roślin kosaciec żółty, a z bezkręgowców gąbka słodkowodna, liczne ślimaki wodne oraz ważki.

## Podstawa prawna
Użytek ten ustanowiony został uchwałą Rady Miejskiej Wrocławia, tj. uchwałą nr L/1750/02 z dnia 4 lipca 2002 roku w sprawie wprowadzenia ochrony w drodze uznania za użytek ekologiczny dwóch zbiorników wodnych wraz z otaczającym terenem leśnym położonych na terenie Janówka, obręb Pracze Odrzańskie. Wcześniej teren ten chroniony był na podstawie miejscowego planu zagospodarowania przestrzennego uchwalonego dla tego obszaru uchwałą Rady Miejskiej Wrocławia nr XXI/671/00 z dnia 18 maja 2000 r. w sprawie uchwalenia miejscowego planu zagospodarowania przestrzennego Wrocławia dla obszaru w rejonie ul. Janowskiej obrębu Pracze Odrzańskie; uchwała ta straciła moc z wyłączeniem paragrafu 30 tej uchwały dotyczącego właśnie ochrony obszarów użytków ekologicznych, co z kolei określa kolejna uchwała, dotycząca nowego miejscowego planu zagospodarowania przestrzennego, nr X/211/07 z dnia 14 czerwca 2007 r. w sprawie uchwalenia miejscowego planu zagospodarowania przestrzennego w rejonie zespołu urbanistycznego Janówek Komunalny we Wrocławiu, w paragrafie 13 tej uchwały.

## Zakres ochrony
Zakres ochrony tego użytku ekologicznego określa paragraf 2 uchwały nr L/1750/02:

§ 2.
W stosunku do ustanowionego użytku ekologicznego zabrania się:
1) niszczenia, uszkadzania lub przekształcania obiektu,
2) wykonywania prac ziemnych trwale zniekształcających rzeźbę terenu,
3) wysypywania, zakopywania i wylewania odpadów lub innych nieczystości,
4) zaśmiecania obiektu i terenu wokół niego,
5) uszkadzania i zanieczyszczania gleby,
6) dokonywania zmian stosunków wodnych, jeżeli służą innym celom niż ochrona przyrody i zrównoważone wykorzystanie użytków leśnych,
7) budowy obiektów małej architektury i tymczasowych obiektów budowlanych mogących mieć negatywny wpływ na obiekt ochroniony bądź spowodować degradację krajobrazu.

Natomiast według utrzymanego w mocy paragrafu 30 uchwały nr XXI/671/00 ochrona tego użytku ekologicznego wynikająca z ustępu 2 tego paragrafu polega na:

zakazie: wędkowania, chwytania, płoszenia i zabijania dziko żyjących zwierząt, pozyskiwania, niszczenia lub uszkadzania drzew i innych roślin, wysypywania, zakopywania i wylewania odpadów lub innych nieczystości, zmiany stosunków wodnych, palenia ognisk, zakłócania ciszy i pływania.